# ГЕС Ловер-Боннінгтон
ГЕС Ловер-Боннінгтон — гідроелектростанція на південному заході Канади у провінції Британська Колумбія. Знаходячись між ГЕС Аппер-Боннінгтон (вище по течії) та ГЕС South Slocan, входить до складу каскаду на річці Кутеней, лівій притоці Колумбії (має устя на узбережжі Тихого океану на межі штатів Вашингтон та Орегон).
Першу станцію на порозі Ловер-Боннінгтон спорудили у 1897—1898 роках для забезпечення гірничодобувної промисловості. Вона використовувала греблю з дерев'яним каркасом і кам'яно-накидним заповненням та мала дві турбіни потужністю по 0,735 МВт. Для видачі продукції проклали ЛЕП завдовжки 51 км, розраховану на використання напруги у 22 кВ — на той момент найдовшу лінію з найбільшою напругою у Північній Америці.
У 1923—1925 роках станцію перебудували, спорудивши нову бетонну греблю та встановивши дві турбіни типу Каплан, до яких у 1926-му приєдналась третя. Вони використовують напір у 21 метр та наразі мають потужність по 18 МВт.
Можливо відзначити, що у 1970-х роках повз станцію Ловер-Боннінгтон пройшла дериваційна траса ГЕС Кутеней-Канал, обрана для якої схема продублювала одразу чотири споруджені раніше ГЕС каскаду.